# Cyrtorchis submontana
Espèce
Cyrtorchis submontana Stévart, Droissart & Azandi est une espèce de plantes à fleurs de la famille des Orchidaceae (les orchidées) et du genre Cyrtorchis, endémique d'Afrique centrale.

## Description
C'est une herbe à tige dressée.

## Distribution
Relativement rare, l'espèce est présente au sud-ouest du Cameroun, au sud-est du Nigeria et en Guinée équatoriale (Bioko et Région continentale).